# Cortinarius piriformis
Cortinarius piriformis är en svampart som först beskrevs av Cleland & G. Cunn., och fick sitt nu gällande namn av Peintner & M.M. Moser 2002. Cortinarius piriformis ingår i släktet Cortinarius och familjen spindlingar.   Inga underarter finns listade i Catalogue of Life.